# Stefanie Hildebrand
Stefanie Hildebrand (* 24. März 1987 in Halle (Saale)) ist eine ehemalige deutsche Biathletin.

## Karriere
Stefanie Hildebrand stammt aus Köthen in Sachsen-Anhalt und wurde von Frank Spengler und ihrem Vater Wolfgang Hildebrand trainiert. Als Sommerbiathletin startete sie für die Privilegierte Schützengilde zu Cöthen von 1443, im Winter für den WSV Clausthal-Zellerfeld. Ab 2007 studierte sie Internationales Management an der Hochschule Ansbach. Ihre Zwillingsschwester Franziska Hildebrand ist ebenfalls Biathletin.
Als Sommerbiathletin nahm Hildebrand erstmals 2002 in Jablonec im Staffelrennen der Junioren-Weltmeisterschaften teil und wurde mit ihr Siebte. Im Jahr darauf verpasste sie in Forni Avoltri mit der Staffel als Viertplatzierte die erste Medaille. Im Sprint lief sie auf Platz 24, in der Verfolgung wurde sie 16. und 19. des Massenstarts. Bei ihrer dritten Junioren-WM 2004 in Osrblie wurde sie Sechste mit der Staffel, 22. des Sprints, 17. der Verfolgung und Achte im Massenstartrennen. Im selben Jahr nahm sie an der Junioren-EM teil und erreichte als bestes Resultat Rang sechs im Verfolgungsrennen. 2005 gewann Hildebrand bei der EM in Bystrice in der Mixed-Staffel mit Silber die erste Medaille bei einem internationalen Großereignis. Im Massenstart wurde sie Sechste. Erstes Großereignis bei den Frauen wurden die Sommerbiathlon-Europameisterschaften 2009 in Nové Město. Im Sprint erreichte sie den zehnten Rang, im Massenstart wurde sie Sechste und gemeinsam mit Robert Janikulla, Wolfgang Kinzner und ihrer Schwester Fünfte im Mixed-Staffel-Wettbewerb.
Im Winter gab Hildebrand ihr internationales Debüt zu Beginn der Saison 2006/07 im Junioren-Europacup bei Rennen in Obertilliach. Schon bei ihrem dritten Einsatz, einem Sprint, erreichte sie als Drittplatzierte erstmals einen Podestrang. Ein Jahr später musste sie sich in Nové Město im Sprint nur Marion Blondeau geschlagen geben. Seit dem Ende der Saison 2007/08 startete Hildebrand im Biathlon-Europacup der Frauen. In ihrem ersten Rennen, dem Sprint in Turin, gewann sie als 26. erste Punkte. 2009 lief sie als Sechstplatzierte in Altenberg erstmals unter die besten zehn. Die Winter-Universiade 2009 in Harbin brachte die Plätze zehn im Einzel, 31 im Sprint und 24 in der Verfolgung. Bei den Deutschen Meisterschaften 2009 gewann Hildebrand Bronze im Sprintwettbewerb. Ihr erstes IBU-Cup-Rennen gewann Hildebrand 2009 in Obertilliach, nachdem sie eine Woche zuvor in Ridnaun als Drittplatzierte erstmals auf das Podest lief. Bei der Biathlon-EM 2010 gewann sie nach einem siebten Platz im Sprint die Goldmedaille in der Staffel zusammen mit Kathrin Hitzer, Juliane Döll und Schwester Franziska. 
Nach der Saison 2012/2013 gab Hildebrand ihren Rücktritt vom Biathlonsport bekannt.